# سارا فراتی
سارا فراتی (انگلیسی: Sarah Ferrati; ۹ december ۱۹۰۹ – ۳ مارس ۱۹۸۲) بازیگر اهل ایتالیا بود. وی فارغ‌التحصیل «آکادمی فیدنتی» در فلورانس در سال ۱۹۲۶ بود.
از فیلم‌هایی که وی در آن‌ها نقش داشته است، می‌توان به ساحره عاشق اشاره نمود.